# Paolo Magnani
Paolo Magnani (ur. 31 grudnia 1926 w Pieve Porto Morone, zm. 5 listopada 2023 w Treviso) – włoski duchowny rzymskokatolicki, w latach 1988-2003 biskup Treviso.

## Życiorys
Święcenia kapłańskie przyjął 29 czerwca 1951. 27 lipca 1977 został mianowany biskupem Lodi. Sakrę biskupią otrzymał 10 września 1977. 19 listopada 1988 objął rządy w diecezji Treviso. 3 grudnia 2003 przeszedł na emeryturę.